# 303-тя змішана авіаційна дивізія (РФ)
303-тя змішана авіаційна дивізія — оперативне з'єднання військово-повітряних сил Російської Федерації у складі 11-ї армії ВПС і ППО.

## Історія

### 303-тя винищувальна авіаційна дивізія (СРСР)
303-та винищувальна авіаційна дивізія сформована у грудні 1942 року. З 20 лютого 1943 по 9 травня 1945 перебувала у складі 1-ї повітряної армії. У свому складі мала 20-й і 168-й винищувальні авіаполки (ВАП), та 18-й гвардійський винищувальний авіаполк (ГвВАП). На короткий час в дивізію входили також 494-й ВАП, 9-й ГвВАП та 523-й ВАП. У підпорядкуванні дивізії був легендарна французька ескадрилья, яка потім переросла в полк «Нормандія-Німан» (його частини переформовувались, потім і називались 18-им ГвВАП).
Літаки дивізії мали специфічне маркування — білу стрілку-зигзаг на фюзеляжі.
Дивізія брала участь у Корейській війні, використовувала літаки Ла-11, МіГ-15, базувалася на аеродромі Манпо.
Повна назва «303-а винищувальна авіаційна Смоленська Червонопрапорна ордена Суворова дивізія» (рос. 303-я истребительная авиационная Смоленская Краснознамённая ордена Суворова дивизия) була викарбувана на ювілейних медалях.
Управління 303-ї дивізії базувалось на аеродромі Воздвиженка з 1952 й аж по 1994 рік, коли дивізія була розформована.

### Після розпаду СРСР
Дивізія була знову сформована у 2012.

## Склад
Склад дивізії (станом на 2023):
- 18-й гвардійський штурмовий авіаційний полк, в/ч 78018 (а/б[a] Чернігівка)[2].
- 22-й гвардійський винищувальний авіаційний полк, в/ч 77994 (а/б Центральна Углова)[7][8].
- 23-й гвардійський (звання присвоєне президентом РФ під час війни проти України[9]) винищувальний авіаційний полк, в/ч 77984 (а/б Дзьомгі)[10]. На озброєні 23-го авіаполку знаходяться кілька літаків п'ятого покоління Су-57[11].
- 277-й гвардійський (звання присвоєне президентом РФ під час війни проти України[12]) бомбардувальний авіаційний полк, в/ч 77983 (а/б Хурба)[13].